# فوقس صغير
فوقس صغير (الاسم العلمي:Fucus atomarius) هو نوع من الطلائعيات يتبع جنس الفوقس من الفصيلة الفوقسية. 